# Paramysis kessleri
Paramysis kessleri är en kräftdjursart som först beskrevs av Johann Friedrich Carl Grimm 1875.  Paramysis kessleri ingår i släktet Paramysis och familjen Mysidae. Inga underarter finns listade i Catalogue of Life.